# Jean-Eugène-Charles Alberti
Pour les articles homonymes, voir Alberti.
Jean-Eugène-Charles Alberti ou Joannes Echarius Carolus Alberti, à l'état civil français, Jean Eucher Charles Alberti (Maastricht, 20 juin 1777 - Paris, 10 mai 1832) est un peintre néerlandais, élève à Paris de David.

## Biographie
Jean-Eugène-Charles Alberti est le fils d'un avocat italien et d'une mère néerlandaise. Il a été baptisé à l'église Saint-Martin de Maastricht-Wyck le 20 juin 1777. Il vint à Amsterdam à l'âge de 5 ans et y commença ses études. Il obtint en 1805 et 1806 une médaille d'or de la fondation Felix Meritis pour des œuvres dont un dessin : Marius devant les ruines de Carthage. Le dictionnaire Bénézit évoque à ce propos une médaille d'or reçue au Salon de 1805, cependant, il n'y eut aucun Salon en 1805. En 1807, le directeur général des Beaux-Arts du royaume de Hollande choisit Alberti comme candidat destiné à être pensionné par le roi de Hollande Louis Bonaparte à Paris, puis à Rome. Dans la capitale parisienne, il fut admis d'abord à l'École des beaux-arts, puis à l'atelier de David. En tant que pensionné du roi de Hollande, il envoya à Amsterdam des tableaux qui furent exposés en 1808 et en 1810. Ces envois obligatoires sont aujourd'hui conservés au Rijksmuseum. À la fin de l'année 1809, il arriva à Rome, où le peintre Thiénon le conseilla. Dans la ville éternelle, il fit des copies d'après les maîtres anciens, mais aussi des œuvres personnelles, comme son envoi de 1810 qui fut peint à Rome. De retour à Paris, il réalisa quelques gravures d'après les maîtres. Il publia aussi un Cours complet théorique et pratique de l'art du dessin.
De son union avec Marie Catherine Joséphine Neumeyer, naît à Paris Pierre Charles Antoine Raphaël Alberti le 12 décembre 1807. On le trouve ensuite à Giey-sur-Aujon en Haute-Marne, où naît son fils François Eliza charles Prosper le 26 janvier 1813,.
Alberti meurt à Paris le 10 mai 1832 au 9, quai d'Anjou, il est inhumé au cimetière du Montparnasse. Sa veuve meurt à Paris (5e arrondissement) le 9 février 1864.

## Les artistes pensionnés
Comme autres artistes pensionnés, on peut citer d'après Sophia van Holte Tot Echten : le graveur suédois C.D. Forsell, le sculpteur Gabriel, le paysagiste Kleyn, le paysagiste Knip, le peintre d'histoire Mol, élève de David, Teerlink, autre paysagiste, Philippe Vanderwal, élève de David en 1807, Cramer, l'architecte Reyers, un autre architecte de Greef, le peintre Anton Sminck Pitloo,  et enfin l'architecte Zocher junior.

## Œuvres
Trois tableaux d'Alberti appartiennent au Rijksmuseum d'Amsterdam, :
- Guerrier avec un bouclier et une lance, huile sur toile, 91,5 par 72, 5, signé et daté Alberti 1808[10].
- Guerrier avec une épée, huile sur toile, 92,5 par 73, signé et daté Alberti 1808.
- Proculus empêche Cléopâtre de se suicider, huile sur toile, 122 par 160, signé, localisé et daté J. Alberti Roma 1810, mentionné en 1976 comme déposé au Toneelmuseum d'Amsterdam.

Un tableau à Berlin, au Staatliche Museum Preussischer KulturBesitz, Scène de la Révolution polonaise, 1809.

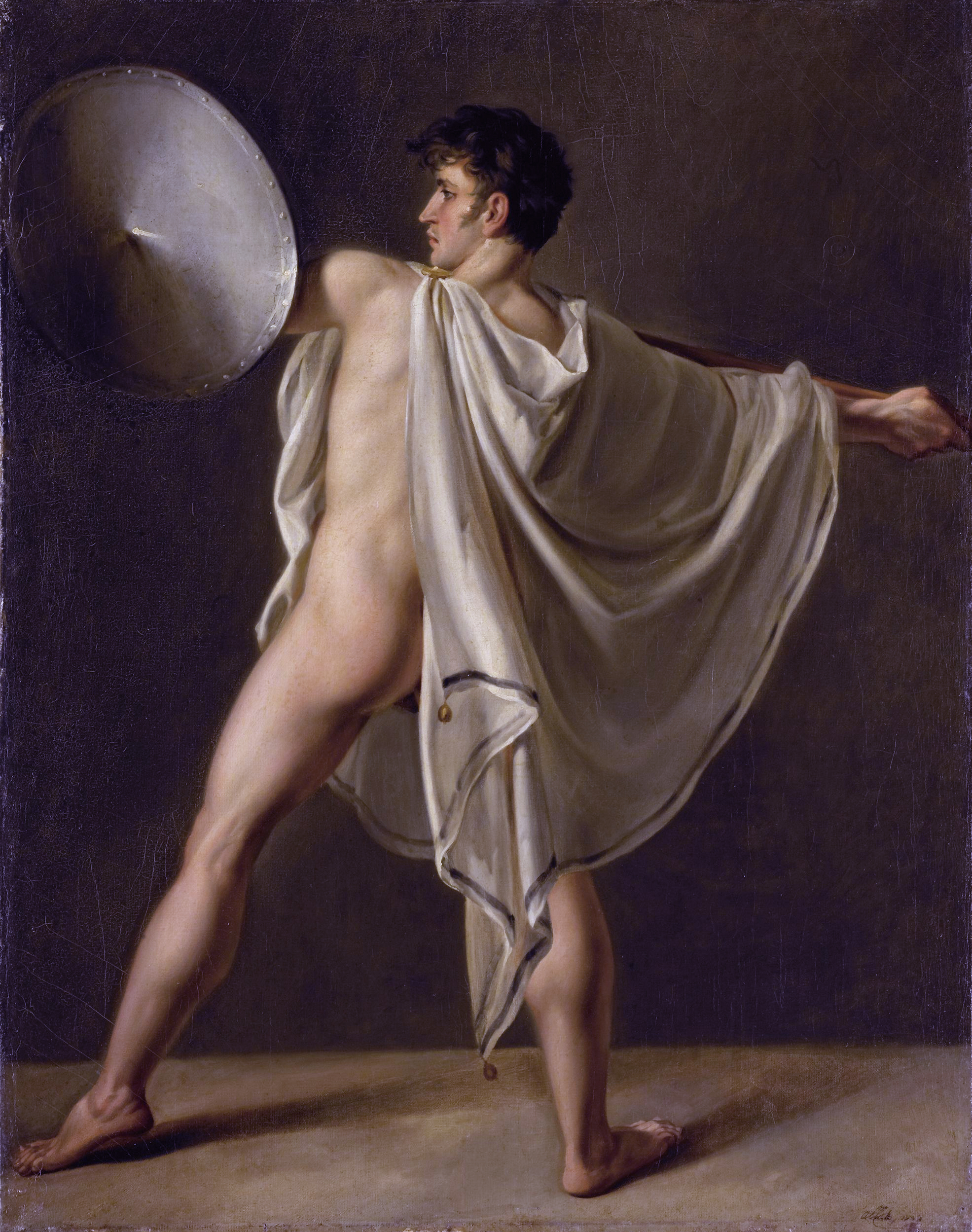
Guerrier avec lance et bouclier (1808)
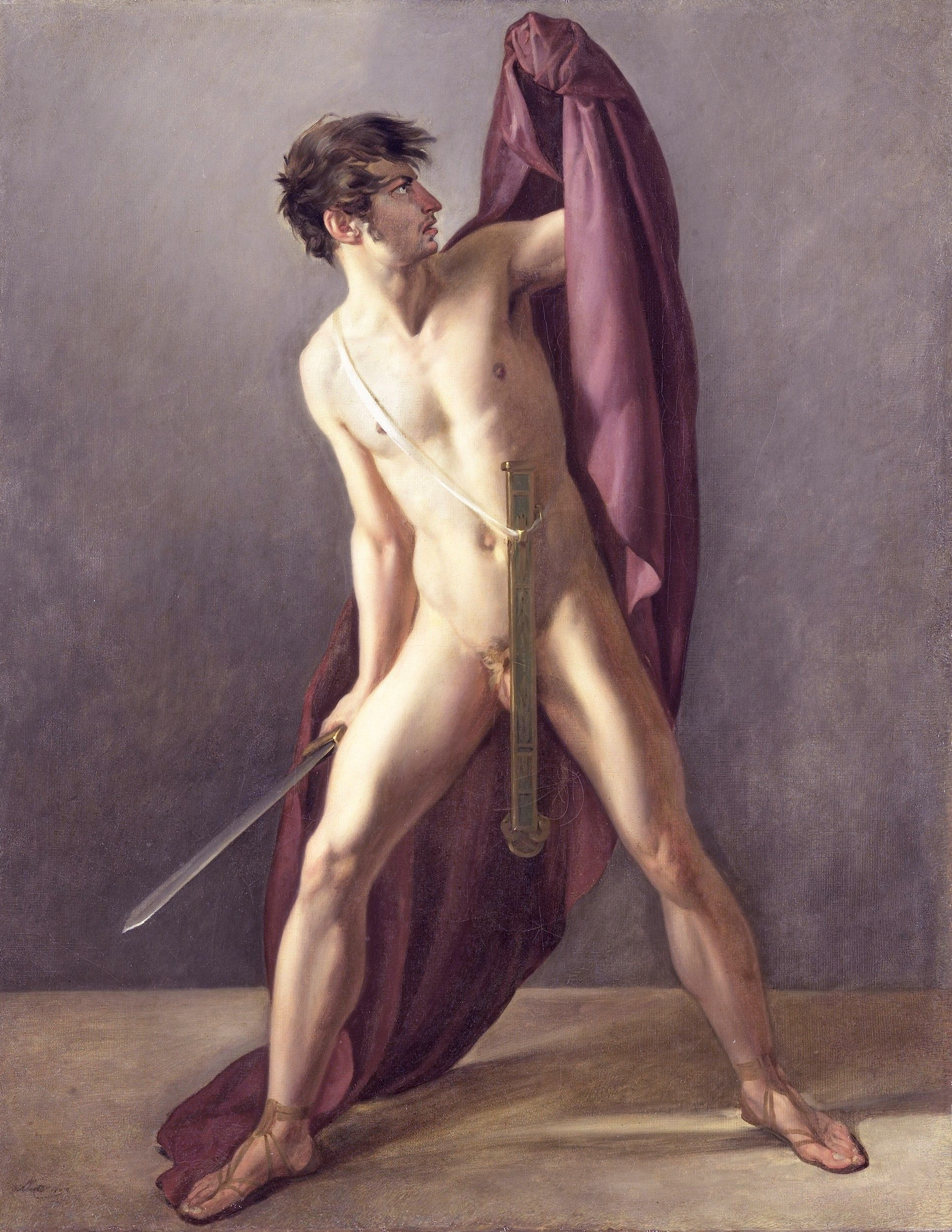
Guerrier avec épée (1808)
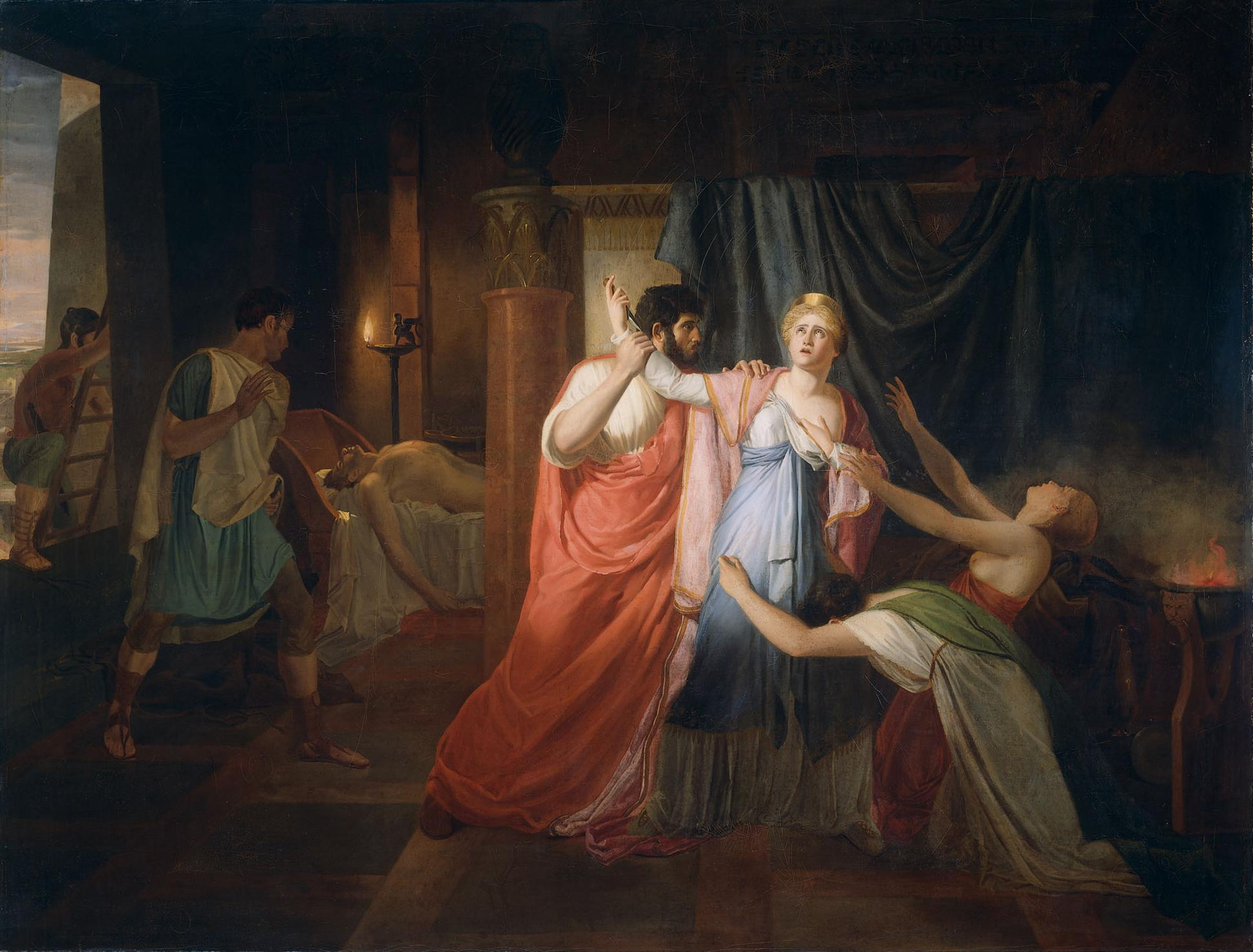
Proculéius empêchant Cléopâtre de se poignarder (1810)